# Groundhoppen
Groundhoppen is een fenomeen waarbij fans zo veel mogelijk stadions, arena's of zalen van een bepaalde sport bezoeken. De term groundhopping is een afgeleide van ‘grasshopping’ en samengesteld uit de woorden ground en hopping. Vertaald uit het Engels staat Ground voor grond, bodem, aarde of gebied. Onder sportliefhebbers in het Verenigd Koninkrijk wordt deze term echter ook gebruikt voor de locatie van een sportclub. Hoppen staat voor springen. Een groundhopper beweegt zich van stadion naar stadion met als doel zo veel mogelijk wedstrijden in verschillende stadions te zien.
Groundhoppen is waarschijnlijk ontstaan bij het voetbal in de jaren ‘70 in Engeland. Vanaf de late jaren ‘80 begonnen meer en meer voetbalfans in Duitsland met groundhoppen. Momenteel is het vooral populair in Duitsland, het Verenigd Koninkrijk, Nederland en België. In Nederland is groundhoppen ook wel bekend onder de naam "vinken".
Hiervoor bestaan ook puntentellingen, die echter niet geformaliseerd zijn. Binnen het groundhoppen bestaan met betrekking tot de tellingen ‘stromingen’, vooral in Duitsland, die in meer of mindere mate strikt gevolgd worden. Als basisregel geldt echter dat iemand een wedstrijd moet hebben gezien in een stadion om deze aan zijn lijst te kunnen toevoegen. Een stadion bezocht buiten een wedstrijd om, telt derhalve niet ‘echt’ mee. Dat neemt niet weg dat veel groundhoppers ook graag stadions bezoeken buiten wedstrijden om. Uiteindelijk houdt iedere groundhopper zijn eigen ‘score’ bij en gaat het alleen maar om het plezier dat een individu beleeft aan het bezoeken van voetbalstadions en - wedstrijden.
In Engeland bestaat de ‘92-club’. Dit zijn allemaal groundhoppers die alle stadions van de 4 hoogste professionele leagues hebben bezocht tijdens een wedstrijd.
Veel groundhoppers publiceren hun ervaringen op het internet door middel van hun persoonlijke site. Op de website footballfans.eu kan men zijn of haar bezoeken bijhouden. De website www.groundhopping.be geeft een overzicht van Belgische stadions, en werd reeds in boekvorm uitgegeven.
Op voetbalwebsites als In De Hekken vind je talloze verslagen van wedstrijdbezoeken uit alle hoeken van de wereld.